# Municipio de Coleman (Kansas)
El municipio de Coleman (en inglés: Coleman Township) es un municipio ubicado en el condado de Washington en el estado estadounidense de Kansas. En el año 2010 tenía una población de 63 habitantes y una densidad poblacional de 0,67 personas por km².

## Geografía
El municipio de Coleman se encuentra ubicado en las coordenadas 39°46′40″N 97°11′23″O / 39.77778, -97.18972. Según la Oficina del Censo de los Estados Unidos, el municipio tiene una superficie total de 93.9 km², de la cual 93,62 km² corresponden a tierra firme y (0,3 %) 0,28 km² es agua.

## Demografía
Según el censo de 2010, había 63 personas residiendo en el municipio de Coleman. La densidad de población era de 0,67 hab./km². De los 63 habitantes, el municipio de Coleman estaba compuesto por el 100 % blancos. Del total de la población el 1,59 % eran hispanos o latinos de cualquier raza.